# Ремесленная цеховая управа
Ремесленная цеховая управа — исполнительный орган сословного управления ремесленников города Москвы. Существовал с 1799 по 1917 годы.

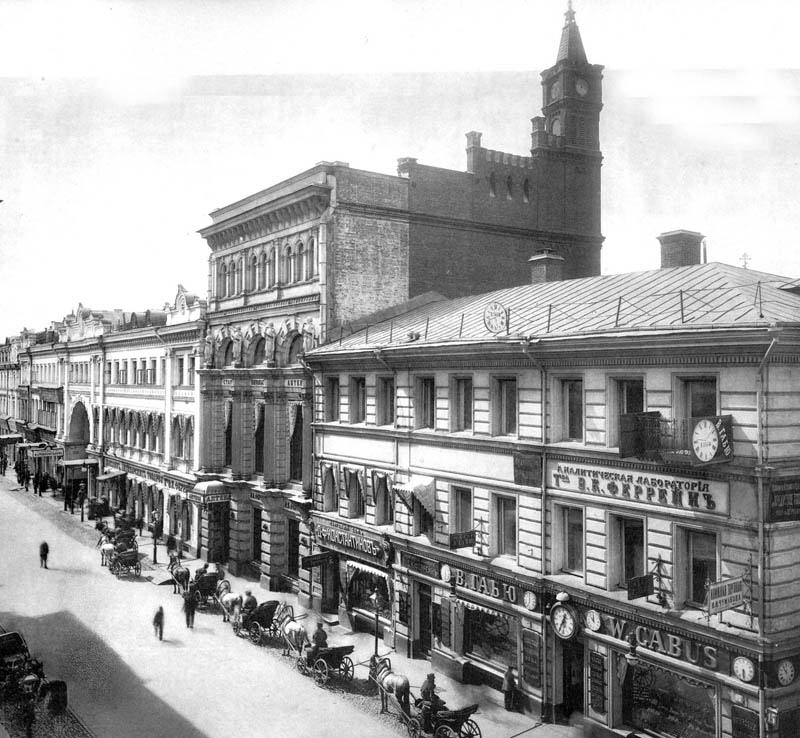
Здание Ремесленной цеховой управы на Никольской улице

17 января 1799 года был учреждён Устав столичного города Москвы, согласно которому создавалась Ремесленная цеховая управа. В соответствии с документом, ремесленника записывались в цехи «… составные, включающие в себя разные роды ремёсел, как то: каретный, тележный и т. п., и единственные, как то: кузнечный, малярный, печной… лакеев, кучеров и т. п.». Главами цехов были альтерманы (старшины), выборные должности, утверждавшиеся в должности на Ремесленном сходе. Ремесленную цеховую управу возглавлял голова, выбиравшийся старшинами. Голова представлял управу на заседаниях органов управления Москвы, где решались вопросы, относящиеся к сословию ремесленников.
Согласно Уставу города Москвы, в ремесленную цеховую управу входил голова и 8 альтерманов (по 4 от иностранных ремесленников и по 4 от русских). Управа проводила три заседания в неделю.
В 1818 году было выпущено мнение Государственного совета «О подати с иностранных ремесленников в столице», согласно которому Ремесленная цеховая управа взимала с иностранных ремесленников дополнительный налог по торговому разряду. Для этого составлялись списки всех ремесленников, работающих в цехах. В июле и январе каждого года эти списки передавались Городской думе. Ремесленная цеховая управа находилась в общественном доме на Никольской улице.
20 марта 1862 года было принято Положение об общественном управлении города Москвы, устанавливающее состав и срок полномочий членов управы. Возглавлял Ремесленную цеховую управу старшина. Помимо него, в управу входили два члена и четыре заседателя (по два от русских и иностранных ремесленников). Члены управы и старшина избирались ремесленным собранием выборным на 4 года, а заместители — на год. После выборов старшина и заседатели утверждались в должности военным генерал-губернатором.
В подчинении Ремесленной цеховой управы были цеховые старосты, десятские, цеховые маклеры и сборщики податей. Полномочий цеховых старост и сборщиков податей длились два года, их помощников и десятских — год, маклеры вступали в свою должность на бессрочный срок. Должности проходили согласование с Распорядительной думой, которой напрямую подчинялась Ремесленная цеховая управа. Обязательным членом штата управы был городской стряпчий. Цеховые старосты отвечали за те вопросы, которые относятся непосредственно к их цеху. Ведением различной документации занимались маклеры. Ремесленное сословие выбирало собрание выборных, которые выносили решения по профессиональным, имущественным, податным и юридическим вопросам, относящимся к ремесленному сословию. Исполнением решений собрания выборных занималась ремесленная цеховая управа. Старшина управы принимал участие в заседаниях Общей городской думы, представляя интересы ремесленников.
Ремесленная управа занималась сбором налогов со всего сословия и формировала бюджет ремесленников, большая часть из которого тратилась на благотворительные цели. К примеру, в 1887 году на подобные нужды было потрачено 67 % бюджета ремесленников. В 1912 году на благотворительность было потрачено 59516 рублей, в то время как содержание управы стоило 35752 рубль. Управа обеспечивала богадельню, рассчитанную на 850 человек и Александровское училище, рассчитанное на 150 человек. В этом заведении, рассчитанном на малолетних воспитанников, велось обучение различным ремёслам. При училище функционировали мастерские, оказывавшие различные услуги: сапожно-башмачные, изящных рукоделий, белошвейные (для дам), столярно-токарно-резные. В 1840 году училищем управлял князь С. И. Гагарин. Управа проводила аттестации на звание мастера, а также оценку качества изделий, выпускавшихся ремесленниками. Управа также утверждала вывески различных мастерских. Помимо этого, Ремесленная цеховая управа вела точный учёт ремесленников города, разрешала споры между цехами и иногда накладывала штрафы.